# Майський сільський округ (Беїмбета Майліна район)
Ма́йський сільський округ (каз. Май ауылдық округі, рос. Майский сельский округ) — адміністративна одиниця у складі району Беїмбета Майліна Костанайської області Казахстану. Адміністративний центр — село Майське.
Населення — 2099 осіб (2021; 2273 у 2009, 2862 у 1999, 2998 у 1989).
Станом на 1989 рік існувала Майська сільська рада (села Майське, Приріченське).

## Склад
До складу адміністрації входять такі населені пункти:
| Населений пункт    | Старі назви | Населення, осіб (1989) | Населення, осіб (1999) | Населення, осіб (2009) | Населення, осіб (2021) |
| ------------------ | ----------- | ---------------------- | ---------------------- | ---------------------- | ---------------------- |
| Майське, село      | -           | 2819                   | 2700                   | 2097                   | 1968                   |
| Приріченське, село | -           | 179                    | 162                    | 176                    | 131                    |